# Larnit
Larnit – minerał z gromady krzemianów wyspowych, będący jednoskośną polimorficzną odmianą β substancji 2CaO · SiO2. Larnit krystalizuje w klasie słupa jednoskośnego w temperaturach 675-1420 °C. Jest minerałem skał zmetamorfizowanych w bardzo wysokich temperaturach facji sanidynitowej. Znany jest ze strefy kontaktowej Scawt Hill koło Larnes w Irlandii.